# 笹山遺跡
笹山遺跡（ささやまいせき）は、新潟県十日町市中条乙にある、縄文時代と中世の遺構が重層する複合遺跡。十日町市指定史跡に指定され、出土品は国宝・十日町市指定有形文化財に指定されている。縄文時代の火焔型土器が出土した代表的遺跡として知られる。

## 概要
笹山遺跡は信濃川右岸の河岸段丘上に位置する。スポーツ関連施設などの建設に伴い、1981年（昭和56年）から1990年（平成2年）にかけて7次に亘る調査が実施された。また、2002年（平成14年）から2004年（平成16年）にかけて範囲確認調査が行われ、2011年（平成23年）から2013年（平成25年）に3次にわたる学術調査が行われている。
第1〜7次調査及び範囲確認調査については発掘調査報告書が刊行されている。それによると、縄文時代に帰属するものとしては、竪穴建物跡7軒、炉跡105基（竪穴建物跡に伴うものを除く）、土坑5基、配石遺構1基、埋設土器36基などの遺構と、火焔型土器を含む多数の土器、土偶、石器などの遺物が出土した。竪穴建物跡や炉跡などが環状ないし馬蹄形に配置された集落跡で、中央域には埋設土器が小規模に集中していた。土器型式からみると、集落は縄文時代中期前葉から後期前葉に営まれたもので、主体的な時期は中期中葉から後葉とみられる。
中世に帰属するものとしては、掘立柱建物跡27基・鍛冶工房跡2基・井戸跡1基・溝跡1基・土坑などの遺構と、青磁・白磁・陶器（珠洲焼、瀬戸・美濃焼）・土師質土器・硯・砥石・鉄鏃・短刀・北宋銭などの遺物が出土した。これらは型式学的に13〜16世紀に比定される。鎌倉時代から戦国時代にかけての豪族の屋敷あるいは居館を核に展開した武士層の集落跡と推定されている。
現在、遺跡には市営陸上競技場、笹山野球場、笹山縄文館などが建設されているが、未発掘の範囲を中心にして遺跡広場として利用されており、復元竪穴建物跡2軒が設置されている。

## 文化財

### 国宝
- 新潟県笹山遺跡出土深鉢形土器 57点（考古資料） - 内訳は以下[3]。十日町市博物館保管。1992年（平成4年）6月22日に国の重要文化財に指定[4]、1999年（平成11年）6月7日に国宝に指定[5][1]。
  - 火焔型土器（鶏頭冠型土器） 14点
  - 王冠型土器 3点[6]
  - その他 40点
  - 以下は附指定
    - 土器 12点 - 浅鉢形土器5、小形土器7。
    - 土偶 34点
    - 土製品 26点 - 土製耳飾20、土製円盤3、土製三角壔（さんかくとう）3。
    - 石器 777点 - 石斧409、石鏃28、石槍13、石錐4、石匙2、磨石・敲石・凹石（すりいし、たたきいし、くぼみいし）268、石皿27、砥石6、石錘1、三脚石器6、板状石器3、剥片石器10。
    - 石製品 14点 - 石製垂飾3、石棒7、軽石製浮子1、石製三角壔1、穿孔石製品2。
    - ベンガラ塊 8点

復元された火焔型土器の数は信濃川流域の同種の遺跡の中では最も多いといわれている。縄文時代の土器として国宝に指定されている資料としては唯一で、新潟県唯一の国宝である（2016年現在）。

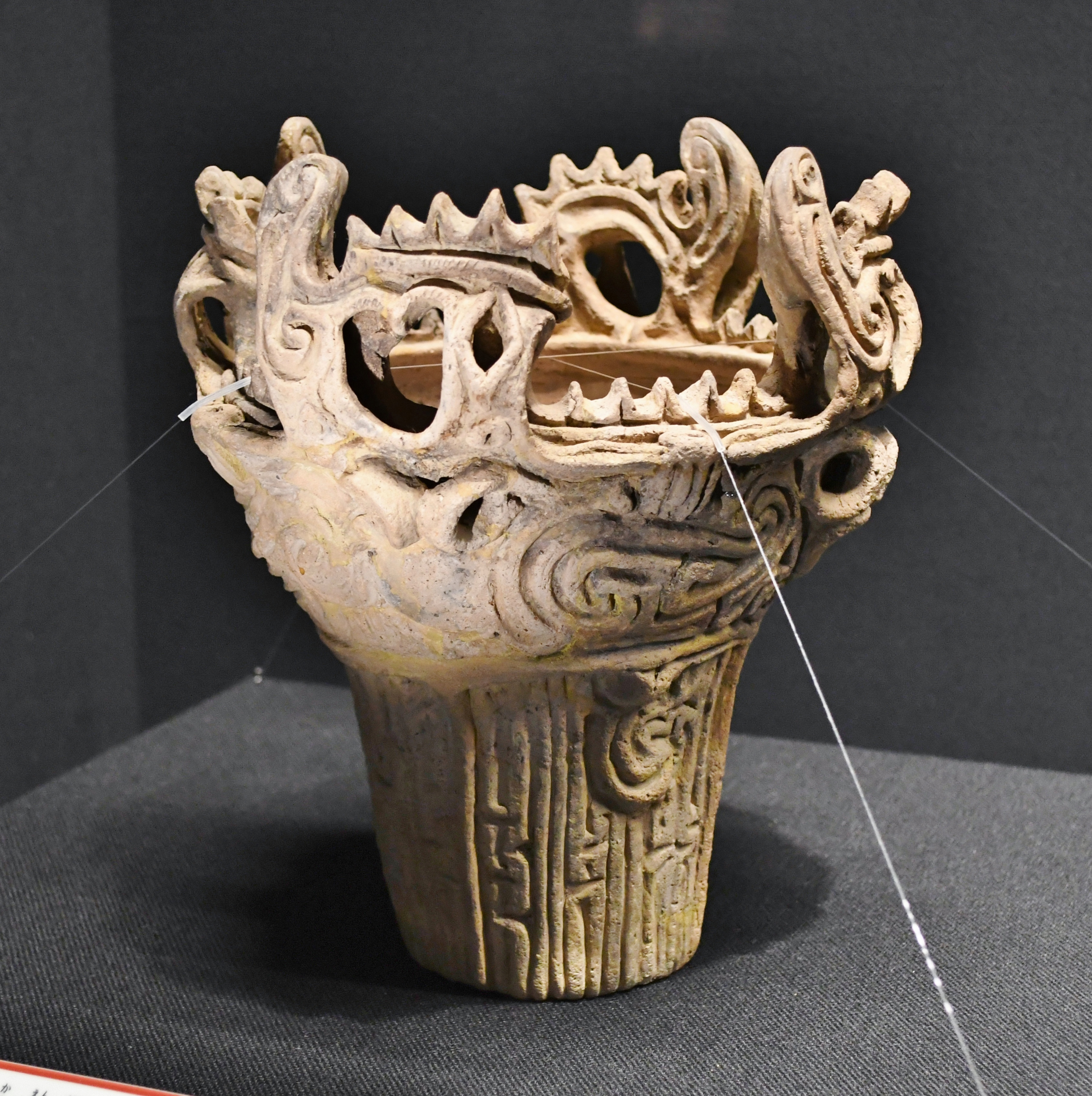
火焔型土器（深鉢形） 十日町博物館展示（他画像も同様）。
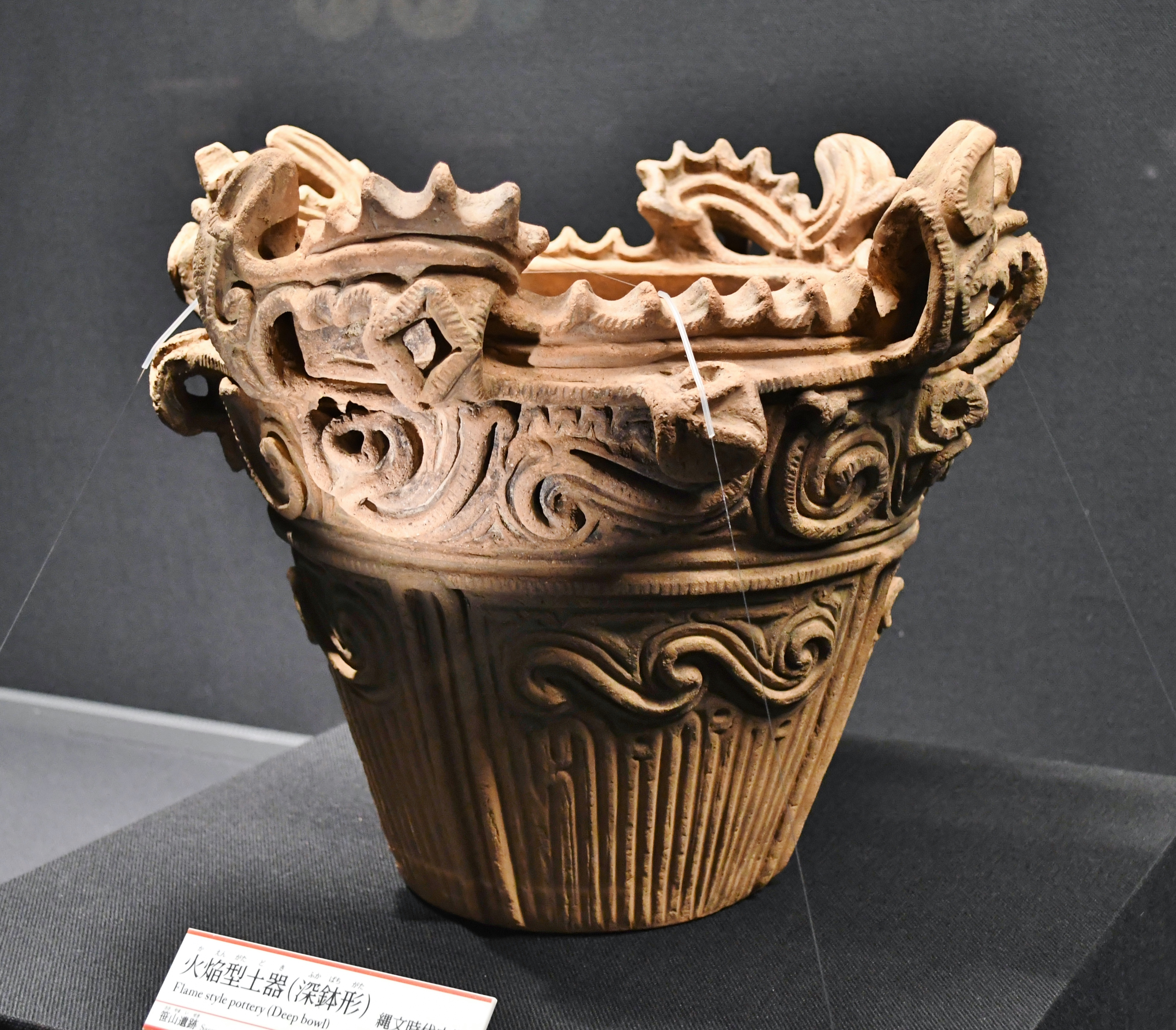
火焔型土器（深鉢形）
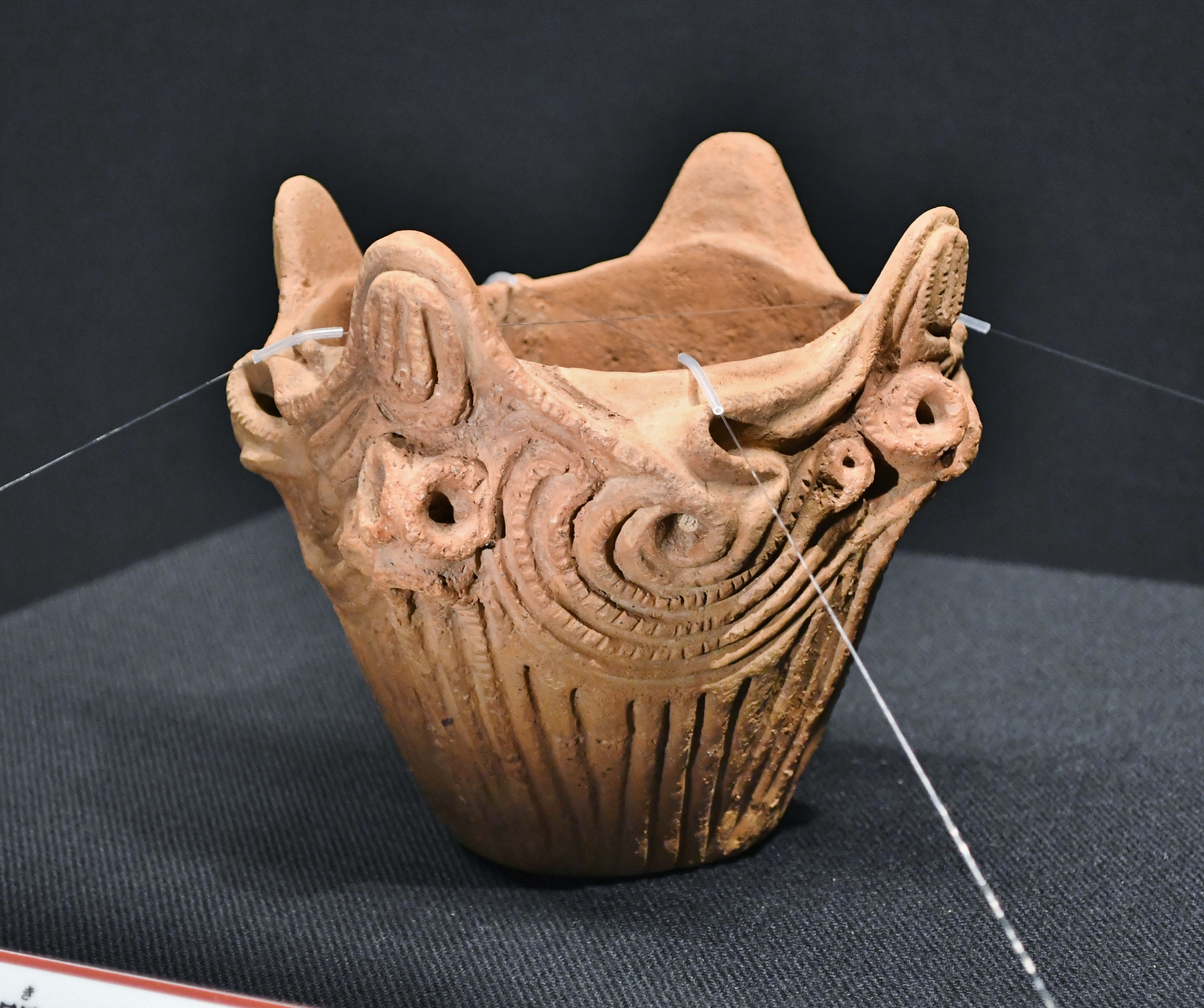
深鉢形土器
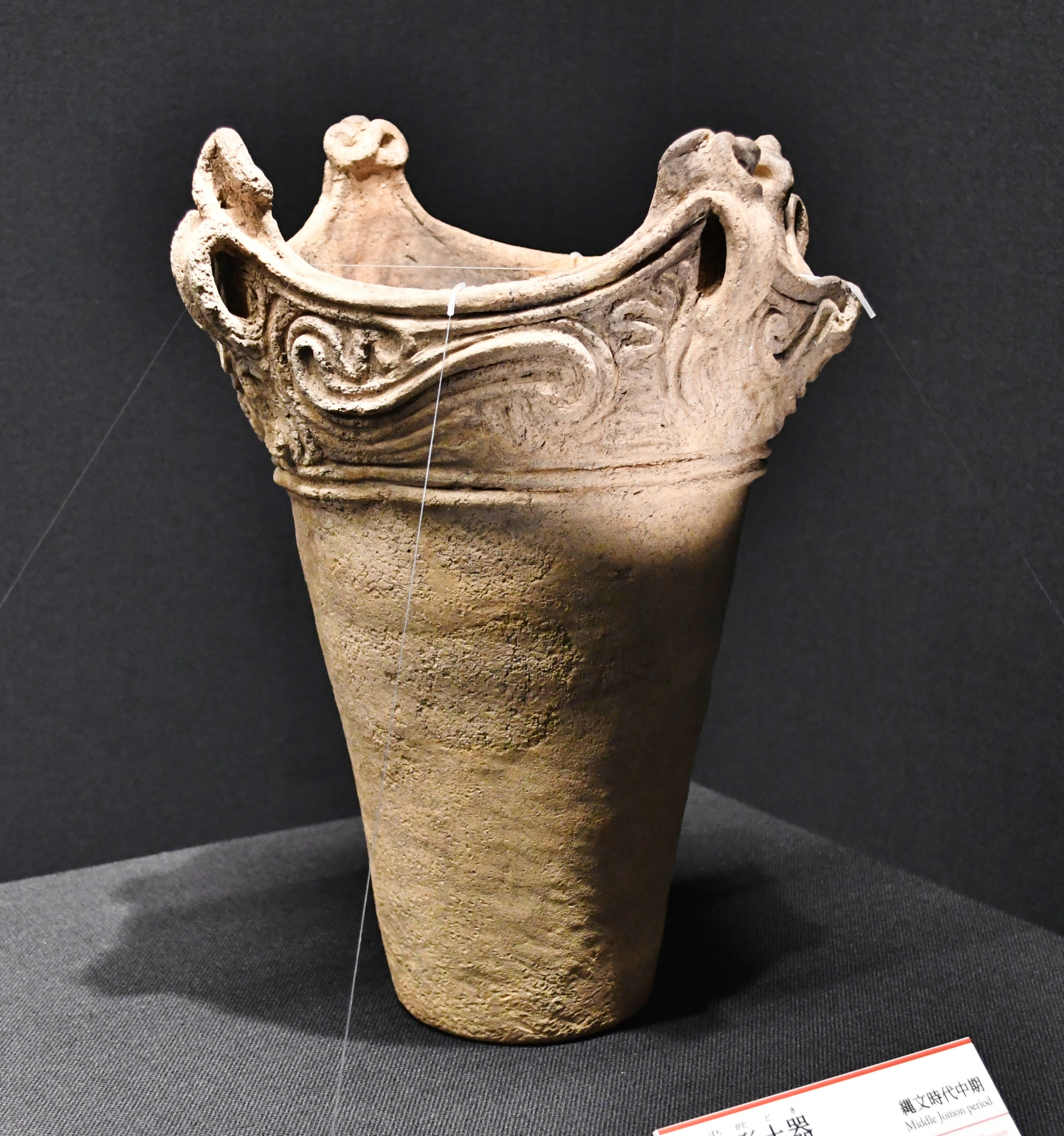
深鉢形土器
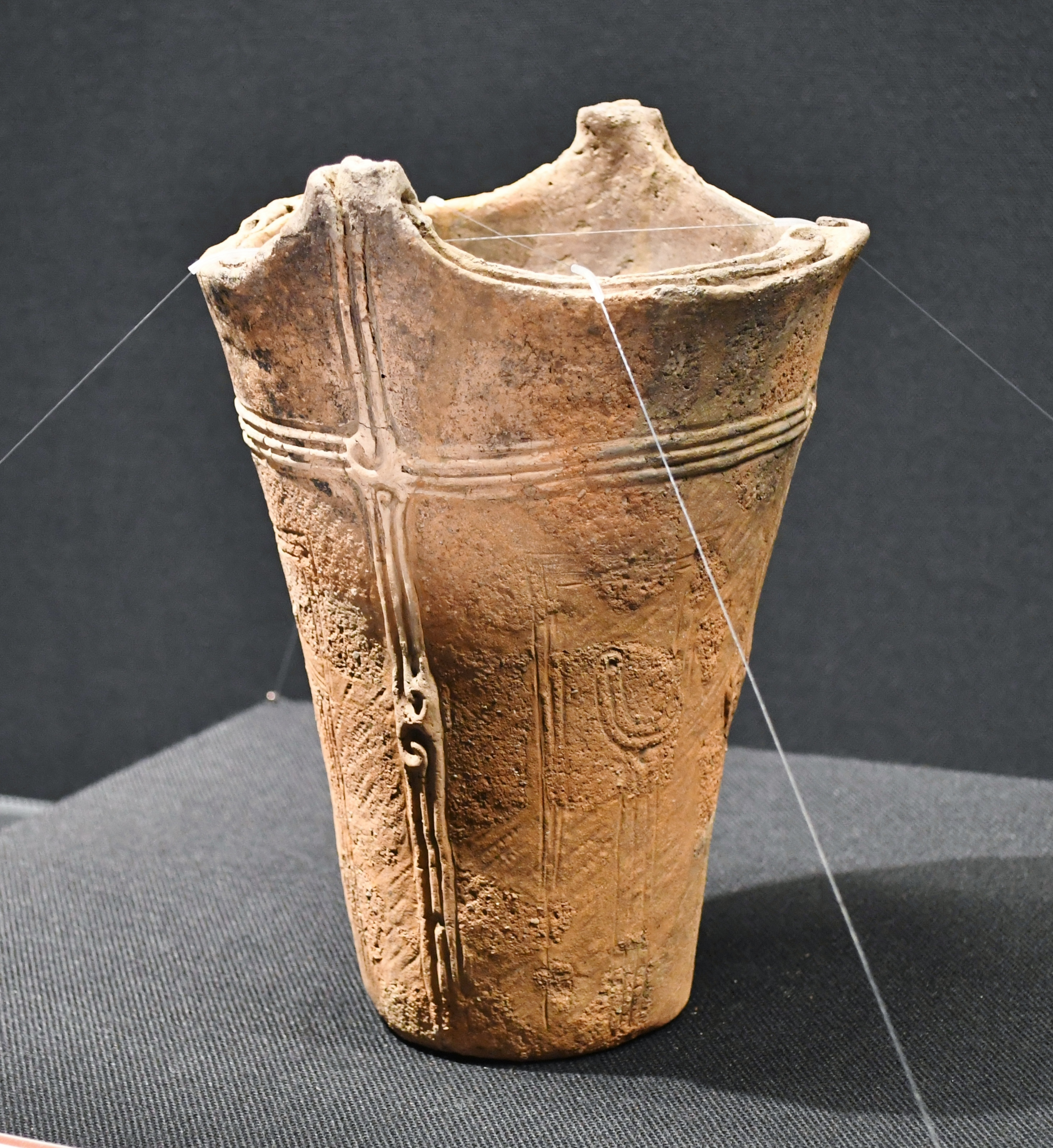
深鉢形土器
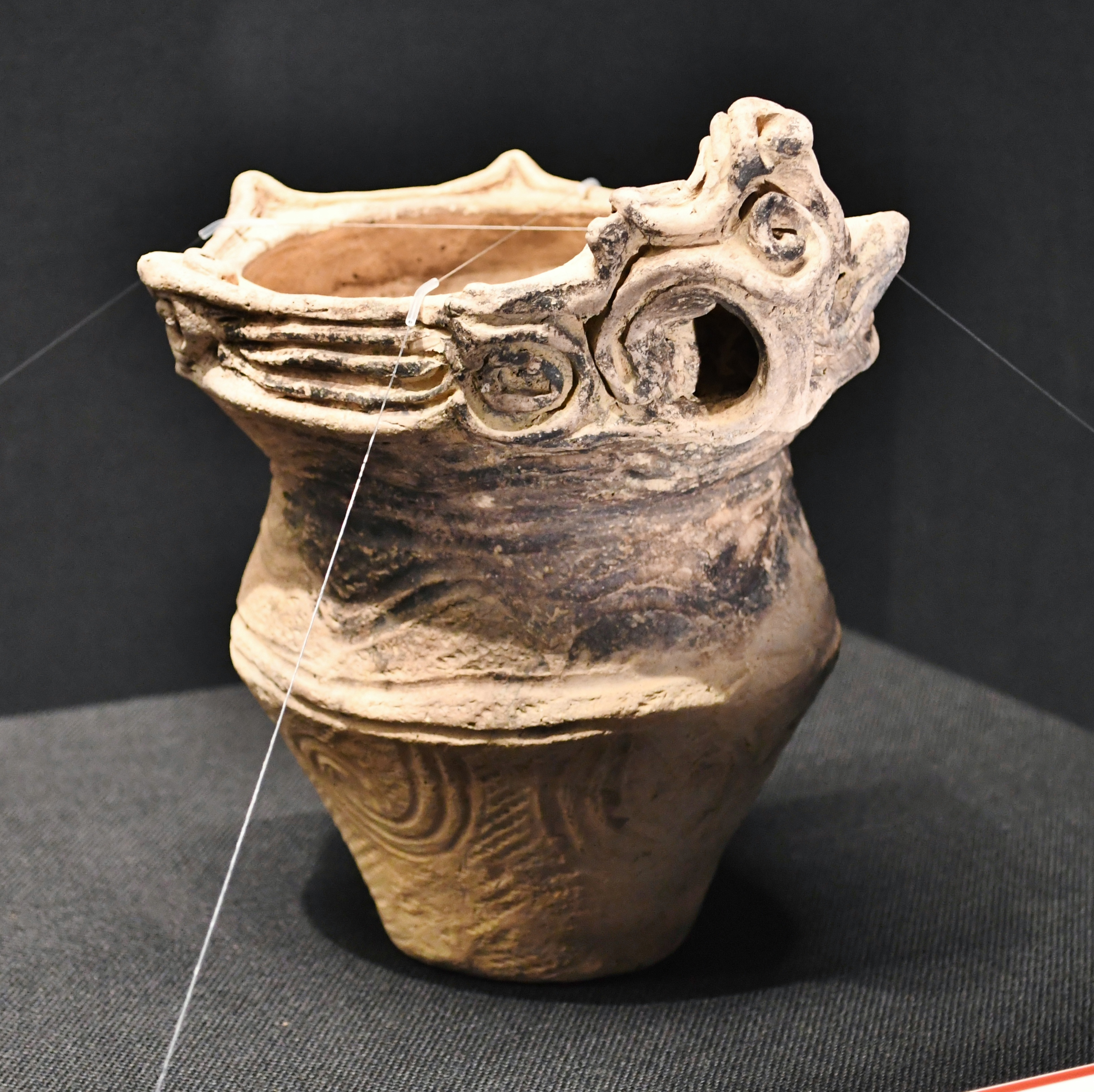
深鉢形土器
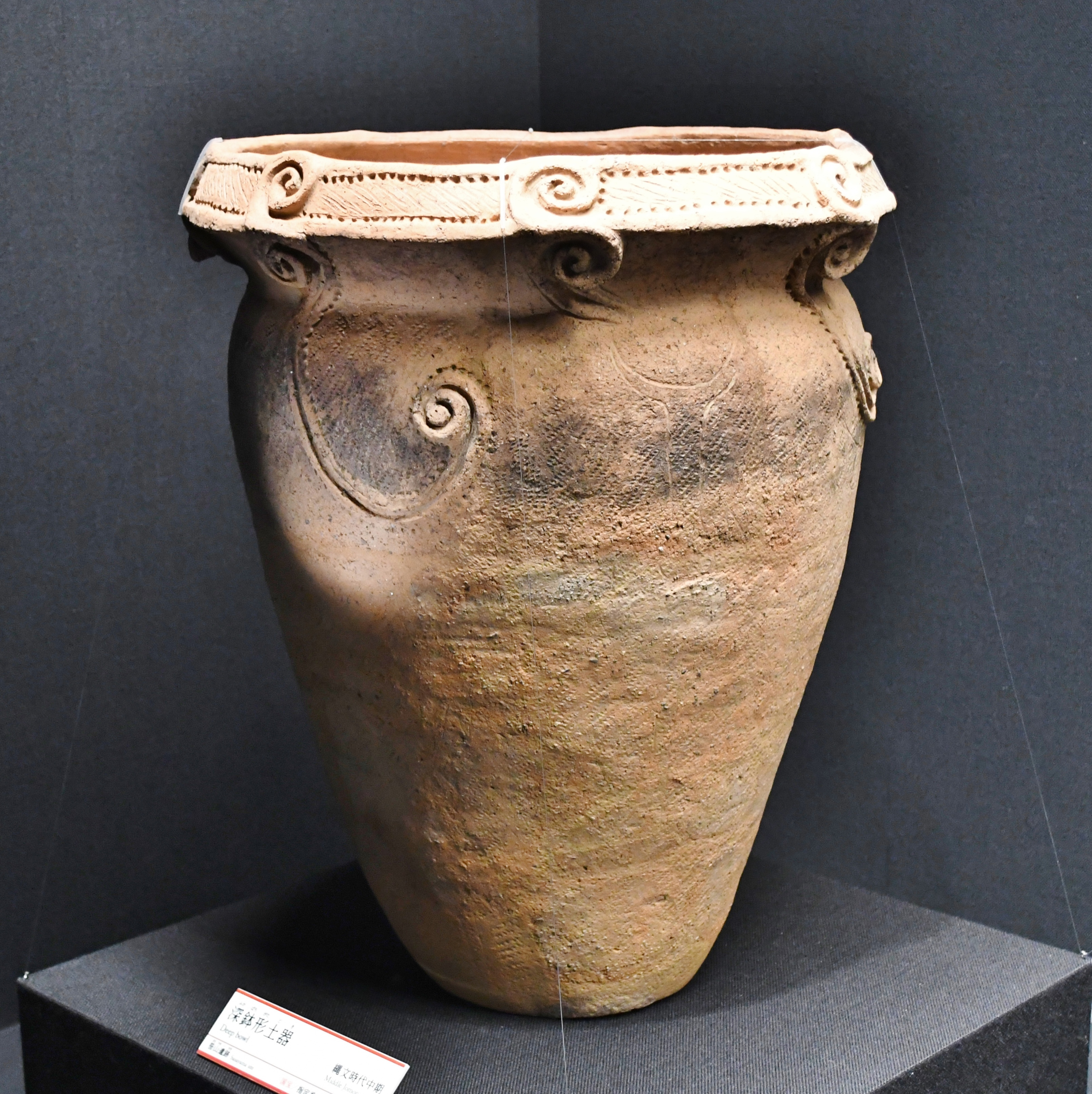
深鉢形土器
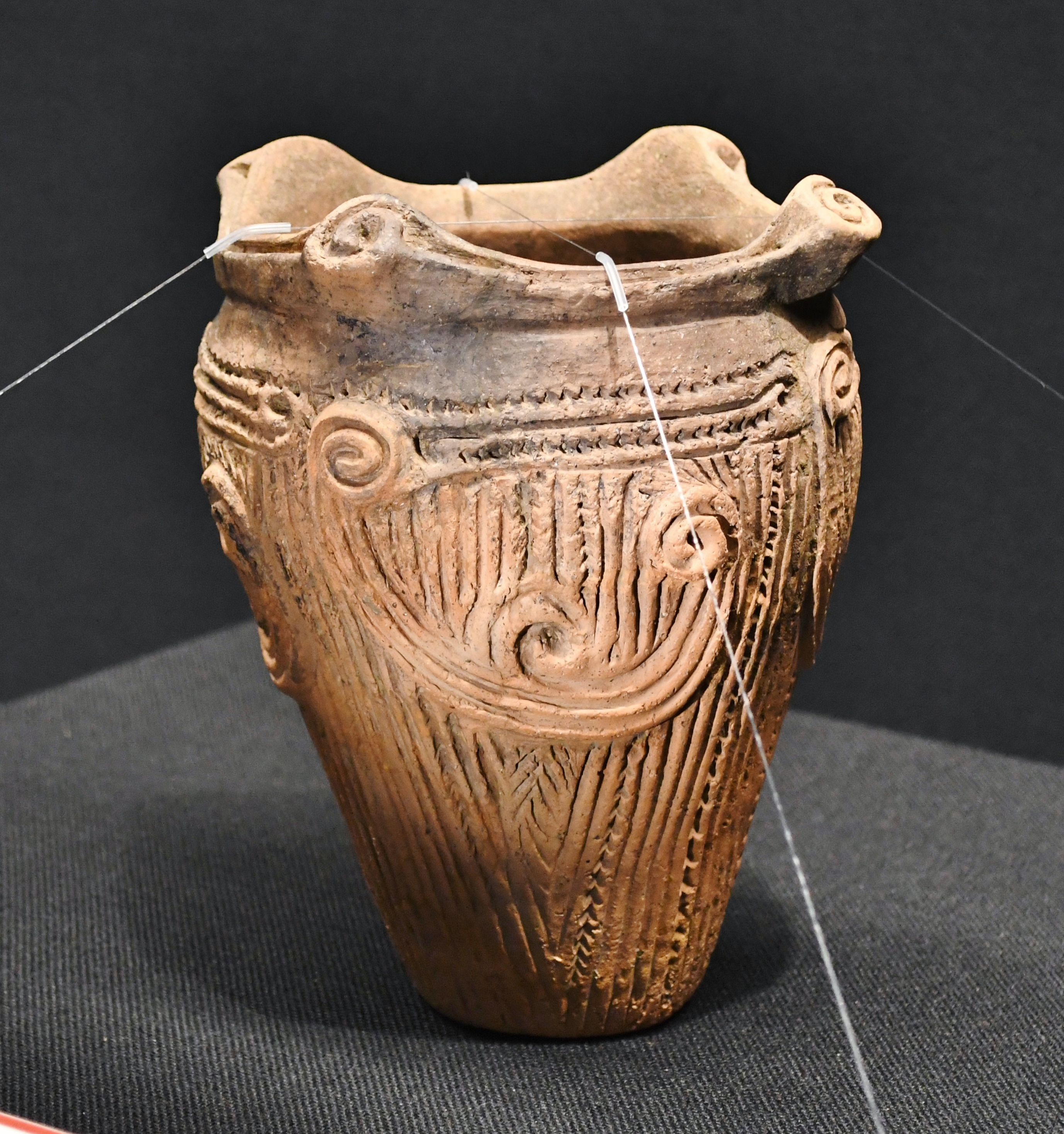
深鉢形土器
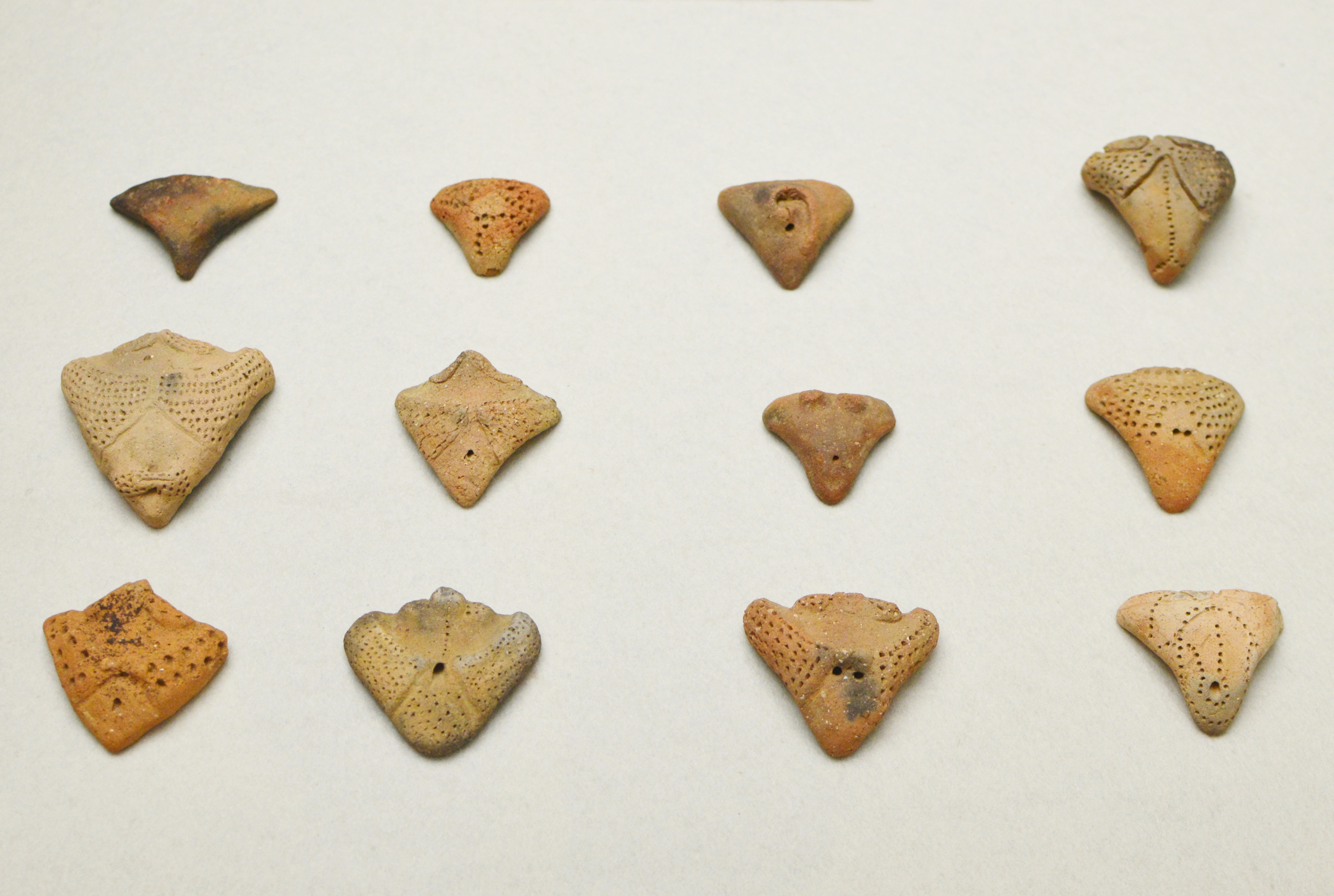
小型土偶[7] 十日町市博物館蔵。京都大学総合博物館企画展示時に撮影。
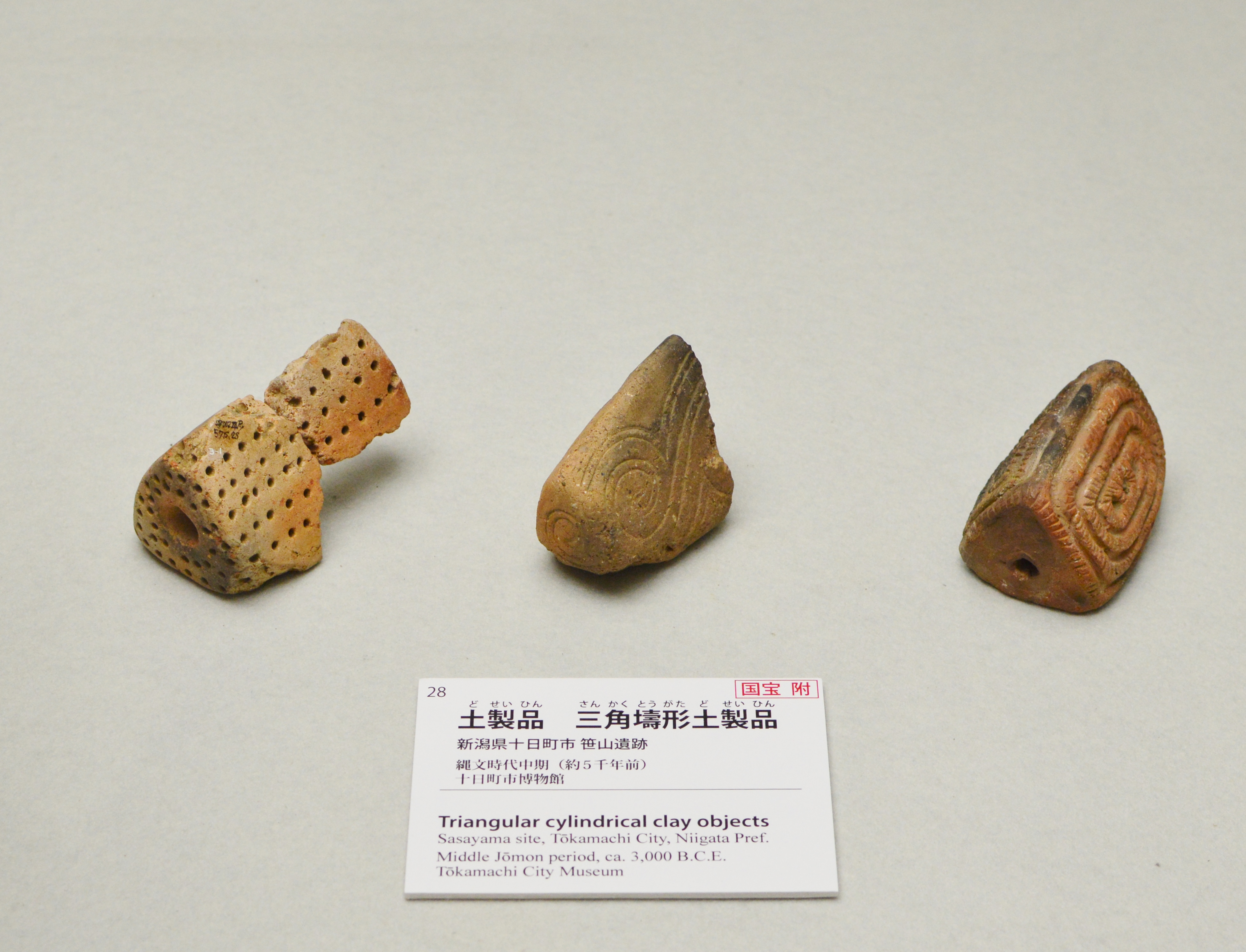
三角壔形土製品 十日町市博物館蔵。京都大学総合博物館企画展示時に撮影。

### 十日町市指定文化財
- 有形文化財
  - 笹山遺跡出土品（有形文化財） - 国指定分を除く。1990年（平成2年）2月22日指定。
- 史跡
  - 笹山遺跡 - 1992年（平成4年）12月3日指定。

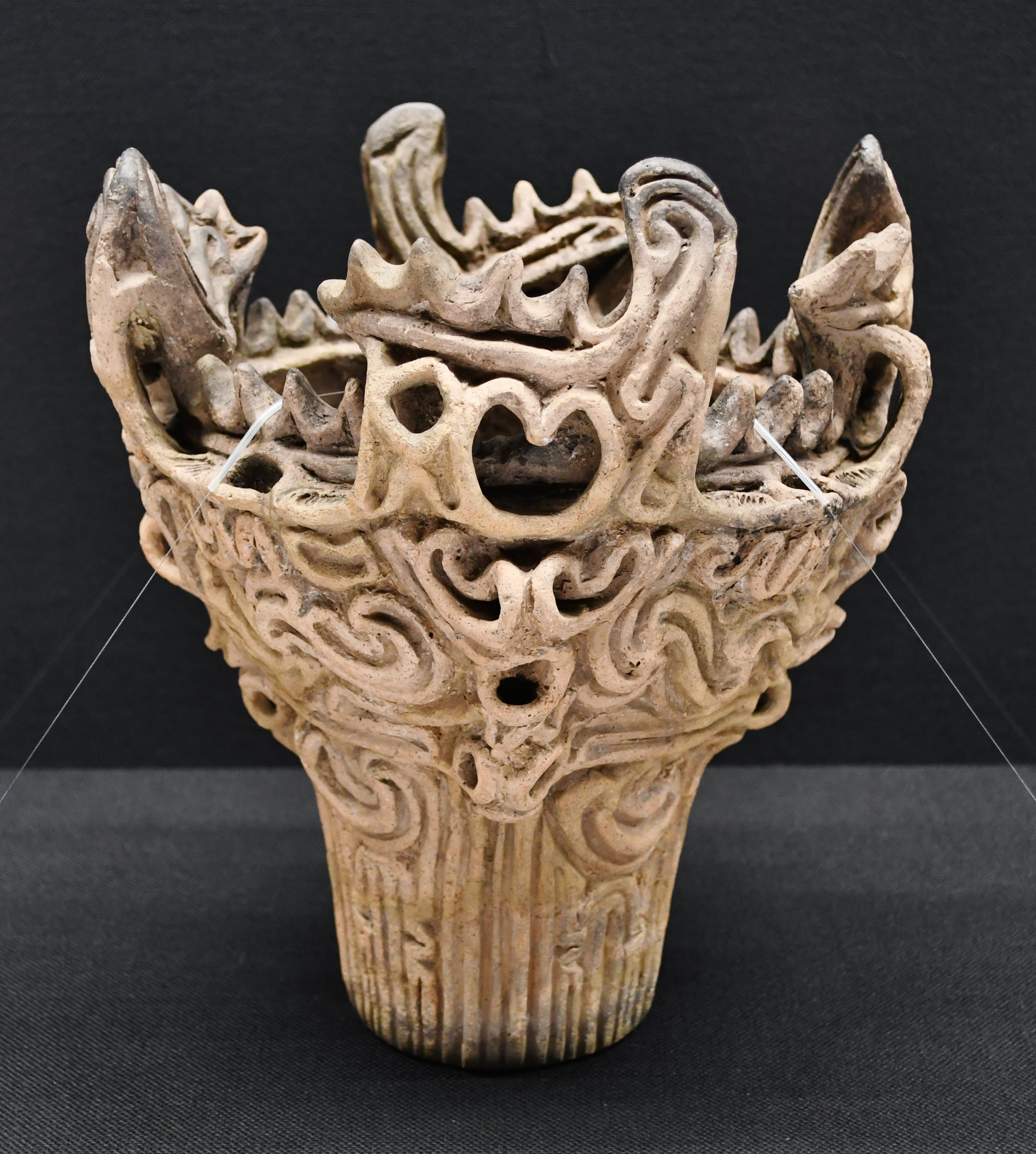
火焔型土器
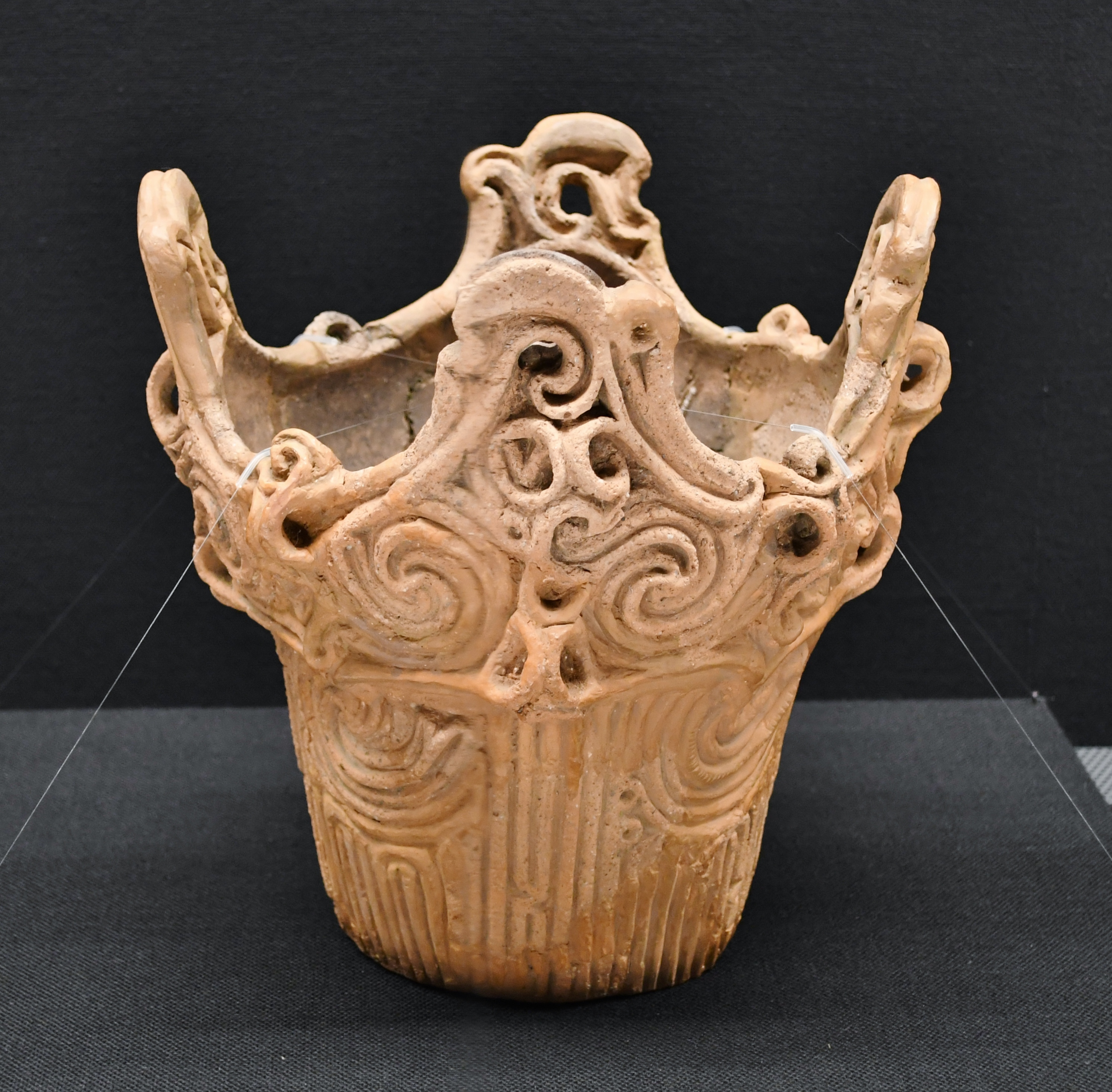
王冠型土器

## 火焔型土器
火焔型土器は、縄文土器の型式分類上は、信濃川流域に分布する馬高遺跡（長岡市）を標式遺跡とする、縄文時代中期の馬高式土器に分類される。器の外面の上方に横「S」字形の装飾を有し、最上部に付けた把手に鶏冠のような飾りを付け、把手と把手の間の器縁の部分にもトゲ状の突起を連続させる。これらの全体の形姿が燃え上がる炎を連想させることから、「火焔型土器」と呼ばれている。笹山遺跡出土土器のうちには、火焔型土器（14点）とは別に、把手に鶏冠状の飾りをもたないものが3点あり、全体の形状を王冠に見立てて王冠型土器と呼ばれている。国宝指定時の文化庁の解説では、「鶏頭冠型土器」（現在の分類では「火焔型土器」）と「王冠型土器」を含む上位区分として「火焔型土器」の呼称が使用された。
2000年（平成12年）から毎年1回、国宝指定を記念して、中条地区振興会主催の｢笹山じょうもん市」が開催されている。地域の町内会や団体が縄文時代をコンセプトにした露店を展開し、また地元の小中学生による出し物があり、地域の祭りのひとつとして大きな盛り上げりを見せている。ゲストに俳優の苅谷俊介などを招いており、近年では2,000人以上の来場者がある。